# Josip Radojković
Josip Radojković (Croacia, 7 de mayo de 1979) es un árbitro de baloncesto croata. Activo en la élite nacional y regional desde finales de la década de 2000 —documentado en la ABA Liga ya en 2009–10—, forma parte del colectivo de EuroLeague y EuroCup y se mantiene en activo en la temporada 2024–25.

## Trayectoria
Radojković desarrolló su carrera en la HT Premijer liga (Croacia) y en la ABA Liga, figurando como primer árbitro en designaciones oficiales de la HKS y formando parte del panel regional de la ABA.  
Su primera presencia documentada en competiciones de Euroleague Basketball se remonta a EuroCup 2013–14 y a la Euroliga 2017–18, con continuidad desde entonces.

## Euroliga y EuroCup
- Euroliga: 2017–presente. Incluido en el listado oficial de árbitros en 2024–25.[12]
- EuroCup: 2013–presente. Primeros partidos documentados en la temporada 2013–14.[13]

Partidos destacados
- Euroliga RS 2017–18: Anadolu Efes – Saski Baskonia (15/12/2017).[14][15]
- Euroliga RS 2024–25: EA7 Emporio Armani Milan – Žalgiris Kaunas (17/10/2024).[16][17]
- EuroCup 2013–14: Khimik Yuzhne – BC Nizhny Novgorod (23/10/2013) y Pınar Karşıyaka – BC Academic (30/10/2013).[18][19]
- ABA Liga (derbi, 2024–25): designado en análisis arbitral oficial del derbi de octubre de 2024.[20]

## Palmarés y reconocimientos
Árbitro internacional con presencia continuada en EuroLeague y EuroCup, y trayectoria prolongada en la élite de la HT Premijer liga y la ABA Liga. En 2024–25 figura en el elenco oficial de árbitros de Euroliga.